# Flacillula
Flacillula es un género de arañas araneomorfas de la familia Salticidae. Se encuentra en el Suroeste de Asia. 

## Lista de especies
Según The World Spider Catalog 12.5::
- Flacillula albofrenata (Simon, 1905)
- Flacillula incognita Zabka, 1985
- Flacillula lubrica (Simon, 1901)
- Flacillula minuta (Berland, 1929)
- Flacillula nitens Berry, Beatty & Prószyński, 1997
- Flacillula purpurea (Dyal, 1935)